# Tetrastichus axyllaris
Tetrastichus axyllaris är en stekelart som beskrevs av Kostjukov 1995. Tetrastichus axyllaris ingår i släktet Tetrastichus och familjen finglanssteklar. Inga underarter finns listade i Catalogue of Life.